# 左官工事業
左官工事業（さかんこうじぎょう）とは、工作物に壁土、モルタル、漆くい、プラスター、繊維等をこて塗り、吹付け、又ははり付ける工事を業とする建設業。
工事の例示としては、左官工事、モルタル工事、モルタル防水工事、吹付け工事、とぎ出し工事、洗い出し工事

## 解説
防水モルタルを用いた防水工事は左官工事業、防水工事業どちらの業種の許可でも施工可能である。
ガラス張り工事及び乾式壁工事については、通常、左官工事を行う際の準備作業として当然に含まれているものである。
『左官工事』における「吹付け工事」とは、建築物に対するモルタル等を吹付ける工事をいい、『とび・土工・コンクリート工事』における「吹付け工事」とは、「モルタル吹付け工事」及び「種子吹付け工事」を総称したものであり、法面処理等のためにモルタル又は種子を吹付ける工事をいう。